# Compsognathidae

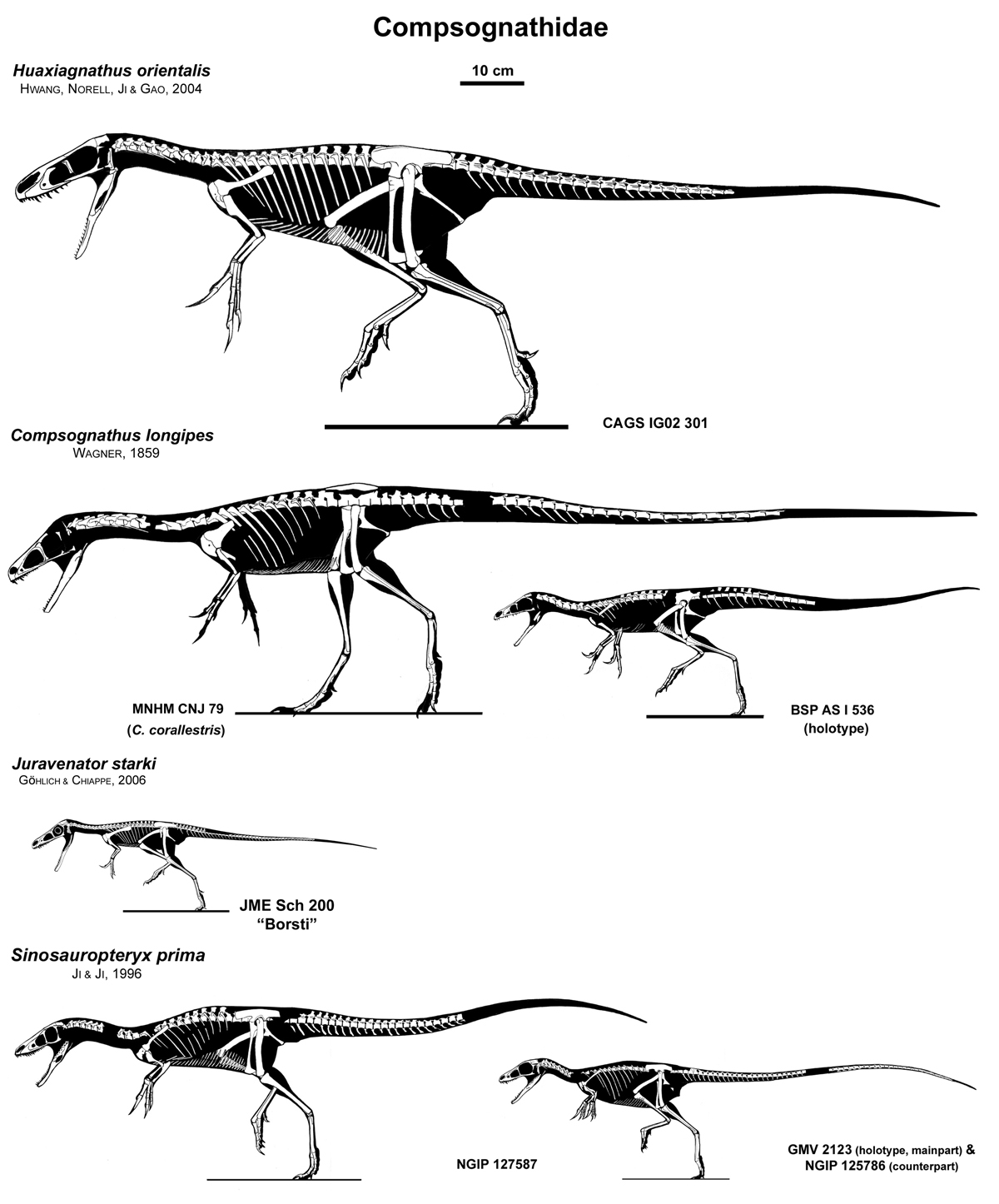
Rekonstruktionen verschiedener Compsognathidae

Die Compsognathidae sind ein Taxon (eine systematische Gruppe) der Echsenbeckensaurier (Saurischia) aus der Gruppe der Theropoden. Lange Zeit nur durch Compsognathus bekannt, sind heute mehrere Gattungen, darunter auch gefiederte Dinosaurier, beschrieben.

## Allgemeines
Die Compsognathidae waren sehr kleine Theropoden, ihre Länge betrug oft weniger als einen Meter. Im Allgemeinen war der Rumpf schlank und der Schädel eher klein. Die Arme und Hände waren relativ groß, kennzeichnend war der verlängerte erste Finger. Bei mehreren Vertretern wurden Anzeichen eines urtümlichen Gefieders gefunden, dabei handelte es sich oft um haarähnliche, einfache Strukturen. Es ist auch denkbar, dass einige Gattungen nur teilweise mit Federn bedeckt waren.
Die Compsognathidae lebten räuberisch. Anzeichen dafür sind die Überreste einer Echse, die in der Bauchhöhle von Compsognathus gefunden wurden. Möglicherweise fraßen sie auch Säugetiere, Insekten und andere Kleintiere.
Diese Gruppe ist bislang aus Oberjura und Unterkreide (etwa 157 bis 100 Millionen Jahre vor heute) fossil belegt. Funde sind aus Europa, China und Südamerika bekannt.

## Systematik
Die systematische Stellung der Compsognathidae ist nicht restlos geklärt, phylogenetische Untersuchungen sehen in ihnen urtümliche Vertreter der Coelurosauria; manchmal gelten sie sogar als basalste Vertreter und Schwestergruppe aller übrigen Coelurosauria.
Folgende Gattungen sind bekannt:
- Aristosuchus
- Compsognathus
- Huaxiagnathus
- Juravenator
- Mirischia
- Sinocalliopteryx
- Sinosauropteryx